# 五台龙泉寺
五台龙泉寺，位于山西省忻州市五台山风景名胜区台怀镇西南5公里小车沟村北九龙岗阳坡山腰，是中华人民共和国山西省文物保护单位之一。

## 历史
龙泉寺建于民国二十三年。

## 建筑
山门前为108级台阶。台阶底部为巨型八字形照壁，中段镶嵌精美的镂空汉白玉石雕。台阶顶部为汉白玉石牌坊，由胡明珠建于1916-1921年。四柱三楼歇山顶，仿木结构，造型优雅，比例协调，遍布雕刻，极尽繁复奢华。全寺坐北朝南，并列东中西三个院落。东院为主院，前后二进。包括石牌坊、天王殿、观音殿和大雄宝殿。中院包括山门、宗堂殿、祖师堂，堂前有普济宝塔，汉白玉石雕，高12米。西院一进，有文殊殿，院内有“岫净文公大和尚塔”。

## 保护
1986年8月18日，龙泉寺公布为第二批山西省文物保护单位，属于古建筑及历史纪念建筑物类，编号2-173。